# Ле-Мениль-Гийом
Ле-Мени́ль-Гийо́м (фр. Le Mesnil-Guillaume) — коммуна во Франции, находится в регионе Нижняя Нормандия. Департамент коммуны — Кальвадос. Входит в состав кантона Лизьё 1-й кантон. Округ коммуны — Лизьё.
Код INSEE коммуны — 14421.

## Население
Население коммуны на 2010 год составляло 586 человек.
| 1962 | 1968 | 1975 | 1982 | 1990 | 1999 | 2010 |
| ---- | ---- | ---- | ---- | ---- | ---- | ---- |
| 308  | 297  | 384  | 470  | 513  | 496  | 586  |

## Экономика
В 2010 году среди 376 человек трудоспособного возраста (15—64 лет) 272 были экономически активными, 104 — неактивными (показатель активности — 72,3 %, в 1999 году было 72,0 %). Из 272 активных жителей работали 249 человек (136 мужчин и 113 женщин), безработных было 23 (8 мужчин и 15 женщин). Среди 104 неактивных 28 человек были учениками или студентами, 54 — пенсионерами, 22 были неактивными по другим причинам.